# Encantada
Encantada is een geslacht van kreeftachtigen uit de klasse van de Malacostraca (hogere kreeftachtigen).

## Soort
- Encantada spinoculata Wicksten, 1989